# Heterusia restricta
Heterusia restricta là một loài bướm đêm trong họ Geometridae.